# Heteronychia basuto
Heteronychia basuto är en tvåvingeart som först beskrevs av Zumpt 1951.  Heteronychia basuto ingår i släktet Heteronychia och familjen köttflugor. Inga underarter finns listade i Catalogue of Life.